# Aquermoud
Aquermoud (franska: Aquermoud (CR), Aquermoud (Commune Rurale), arabiska: أيت سعيد) är en kommun i Marocko.   Den ligger i provinsen Essaouira och regionen Marrakech-Safi, i den nordvästra delen av landet, 400 km sydväst om huvudstaden Rabat. Antalet invånare är 15 037.